# Kleine Beek (Aa)
De Kleine Beek is een beek die door de provincies Antwerpen (België) en Noord-Brabant (Nederland) stroomt. De beek ontspringt uit meerdere bronnen en slootjes tussen Wuustwezel en Achterbroek en hij mondt bij Zundert uit in de Aa of Weerijs.

## Geografie
De kernen aan de Kleine Beek zijn: Wuustwezel, Achterbroek, Achtmaal, Klein-Zundert en Zundert.

## Loop
De Kleine Beek begint als Berkenbeek tussen Wuustwezel en Achterbroek. Kort daarna kruist de beek de Nieuwmoersesteenweg. Daarna kruist hij nog heel veel andere wegen. Bij het natuurgebied de "Matjens" begint hij definitief door Nederlands grondgebied te stromen. Hij stroomt langs Achtmaal en een paar kilometer stroomafwaarts stroomt het beekje door Zundert en Klein Zundert. Ten slotte mondt hij daar ook uit in de Aa of Weerijs.